# Thunderbird (album, Cassandra Wilson)
Thunderbird je studiové album americké jazzové zpěvačky Cassandry Wilsonové. Vydala jej v roce 2006 společnost Blue Note Records a jeho producenty byli T-Bone Burnett a Keefus Ciancia. Oba na album rovněž přispěli autorsky a Ciancia na něm rovněž hrál na různé nástroje. Na desce se dále podíleli například Grégoire Maret, Jim Keltner a Marc Ribot. V žebříčku Billboard 200 časopisu Billboard se deska umístila na 184. příčce, v hitparádě nejlepších jazzových alb téhož periodika na druhé a mezi Top Heatseekers na desáté.

## Seznam skladeb
1. „Go to Mexico“ (Keefus Ciancia, Mike Elizondo, Zigaboo Modeliste, Art Neville, Leo Nocentelli, George Porter, Jr, Cassandra Wilsonová) – 4:14
2. „Closer to You“ (Jakob Dylan) – 5:49
3. „Easy Rider“ (tradicionál) – 7:03
4. „It Would Be So Easy“ (Ciancia, Elizondo, Mike Piersante, Wilsonová) – 5:10
5. „Red River Valley“ (tradicionál) – 5:52
6. „Poet“ (Ciancia, Wilsonová) – 5:27
7. „I Want to Be Loved“ (Willie Dixon) – 4:03
8. „Lost“ (Joseph Henry Burnett) – 3:34
9. „Strike a Match“ (Burnett, Ethan Coen) – 4:47
10. „Tarot“ (Ciancia, Keltner, Wilsonová) – 3:51

## Obsazení
- Cassandra Wilsonová – zpěv, kytara
- Jay Bellerose – bicí
- Keefus Ciancia – kontrabas, klavír, klávesy, syntezátor, programování, smyčce
- Mike Elizondo – programování, syntezátor
- Keb' Mo' – kytara
- Jim Keltner – bicí
- Colin Linden – kytara
- Grégoire Maret – harmonika
- Bill Maxwell – bicí
- Marc Ribot – kytara
- Reginald Veal – kontrabas
- Mike Piersante – perkuse